# Francis Godolphin, 2.º Conde de Godolphin

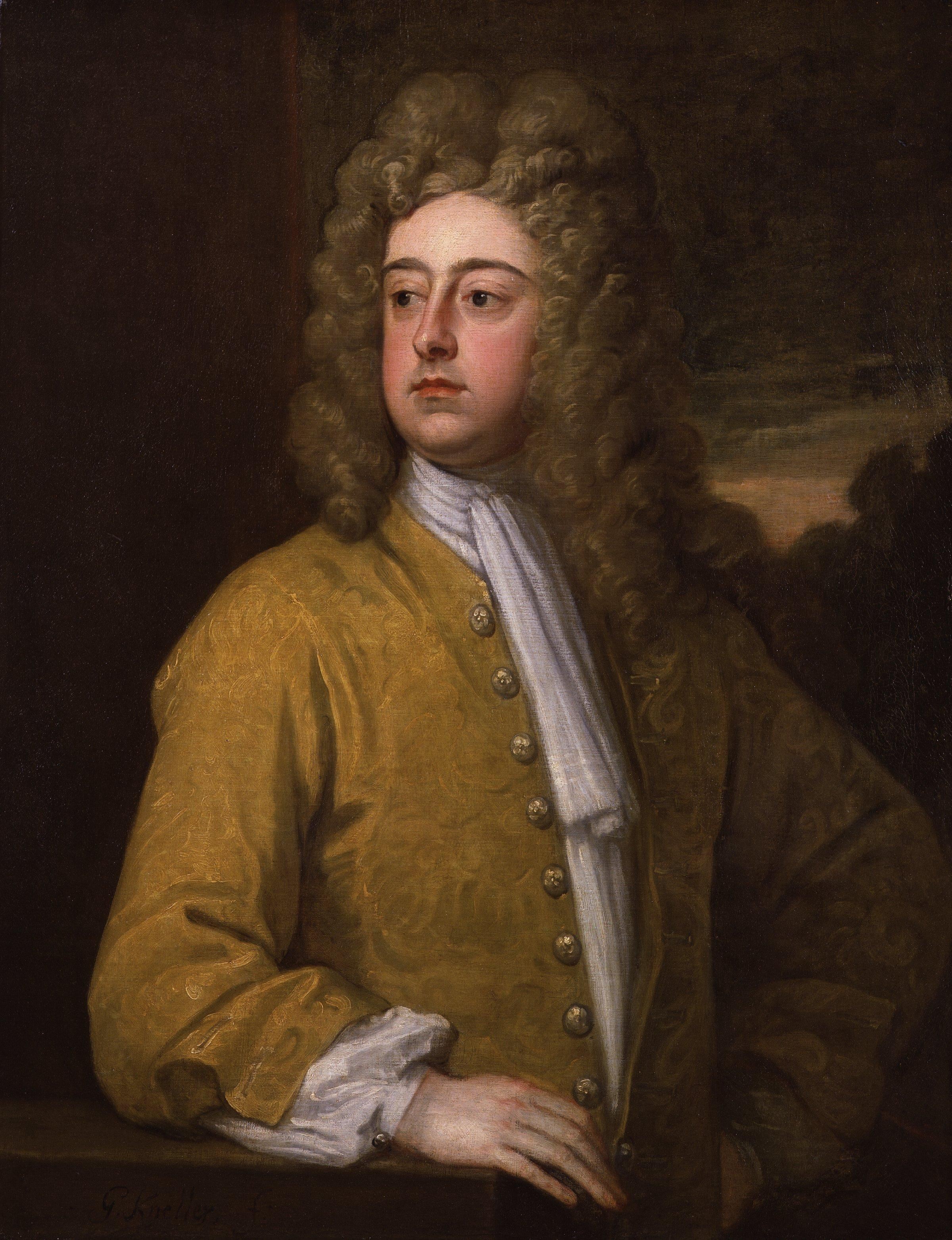
Francis Godolphin, 2.º Conde de Godolphin, pintura de Sir Godfrey Kneller.

Francis Godolphin, 2.º Conde de Godolphin (3 de setembro de 1678 — 17 de janeiro de 1766), estilizado Visconde Rialton entre 1706 e 1712, foi um político britânico. 
Ele era filho de Sidney Godolphin, 1.º Conde de Godolphin. Casou-se com Lady Henrietta Churchill, a filha mais velha de John Churchill, 1.º Duque de Marlborough e de Sarah Jennings, em 23 de abril de 1698. Henrietta tornaria-se Duquesa de Marlborough em seu próprio direito, em 1722.
Em 1712, sucedeu ao título de 2.º Conde de Godolphin. Francis Godolphin foi um dos fundadores do Foundling Hospital, uma fundação para a educação de crianças abandonadas, criada em 1719. A instituição de caridade tinha como objetivo enfrentar o abandono de crianças em Londres, providenciando orfanatos onde pais poderiam deixar os filhos dos quais eram incapazes de cuidar.

## Descendência
Ele e sua esposa tiveram cinco filhos juntos:
- William Godolphin, Marquês de Blandford (1700–1731) (casou-se com Maria Catherina de Jong)
- Lorde Henry Godolphin (n. m. 1700)
- Lady Margaret Godolphin (n. m. 1703)
- Lady Henrietta Godolphin (m. 1776) (casou-se com o primeiro Duque de Newcastle)
- Lady Mary Godolphin (1716–1764) (casou-se com o quarto Duque de Leeds)

Acredita-se que Lady Mary Godolphin não era filha do Conde de Godolphin, mas sim do amante da Duquesa de Marlborough, o dramaturgo e poeta neoclássico William Congreve.